# بدينة مخروطية
بدينة مخروطية (الاسم العلمي: Larinus turbinatus)، نوع من خنافس السوس الحقيقي.

## أصل التسمية
يشير اسم الجنس لرنوس (من اليونانية القديمة λαρίνος، بَدين) إلى شكل الجسم المستدير. اسم النوع من اللاتينية turbinātus، يعني "مخروطي الشكل" ويشير إلى شكل الخطم.

## التوزيع
هذا النوع موطنه غرب المنطقة القطبية الشمالية القديمة وهو موجود في جنوب ووسط أوروبا (ألبانيا، النمسا، البوسنة والهرسك، بلغاريا، كرواتيا، جمهورية التشيك، فرنسا، ألمانيا، اليونان، المجر، إيطاليا ، جمهورية مولدوفا ، بولندا، البرتغال، رومانيا وسلوفاكيا وسلوفينيا وإسبانيا وسويسرا وأوكرانيا ويوغوسلافيا) القوقاز وغرب روسيا وآسيا الصغرى وآسيا الوسطى وسيبيريا وشمال إفريقيا. وهو من الأنواع الدخيلة في الولايات المتحدة.

## الموئل
تتواجد هذه السوسة المحبة للدفء بشكل قوي على المنحدرات المفتوحة والدافئة، في الأراضي العشبية والمروج الرطبة والمراعي، حيث توجد الأشواك أيضًا.

## الوصف
يمكن أن يصل طول جسم البدينة المخروطية إلى قرابة 4.00-9.00 ملم (0.157–0.354 بوصة). تتميز هذه السوسة بجسم قوي، بيضاوي، أسود اللون به العديد من البقع الرمادية، التي تبدو صفراء بسبب إفرازات صفراء تلتصق بحبوب اللقاح. زبانيها قصيرة مع هراوات واضحة. رأس وخطم الأنثى أغمق من الذكر.
مقدم الصدر لديه مستعرضًا ومستديرًا ومثقوبًا مع هوامش جانبية مستدقة. الغمد مغطا بشكل غير منتظم بالشعر ومصفوف بدقة. وهو أوسع من مقدم الصدر وله قمة مستديرة. الخطم قوي، قصير ومستقيم، مستدق الطرف بشكل مخروطي إلى القمة. يُظهر الجانب البطني نتوء حزي طولي. هذا النوع متماثل في الحجم ويمكن الخلط بينه وبين Larinus carlinae.

## معرض الصور

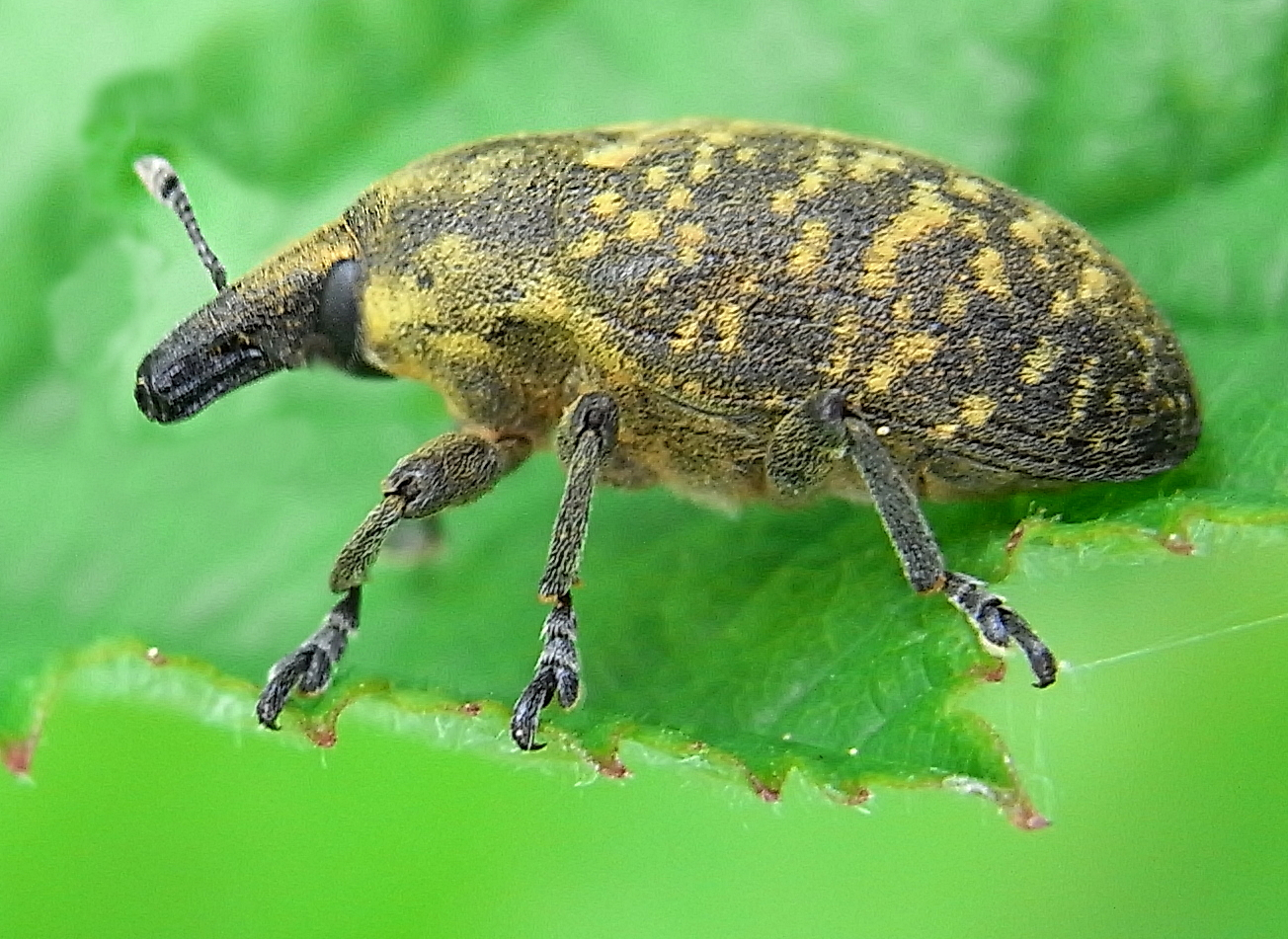
Side view
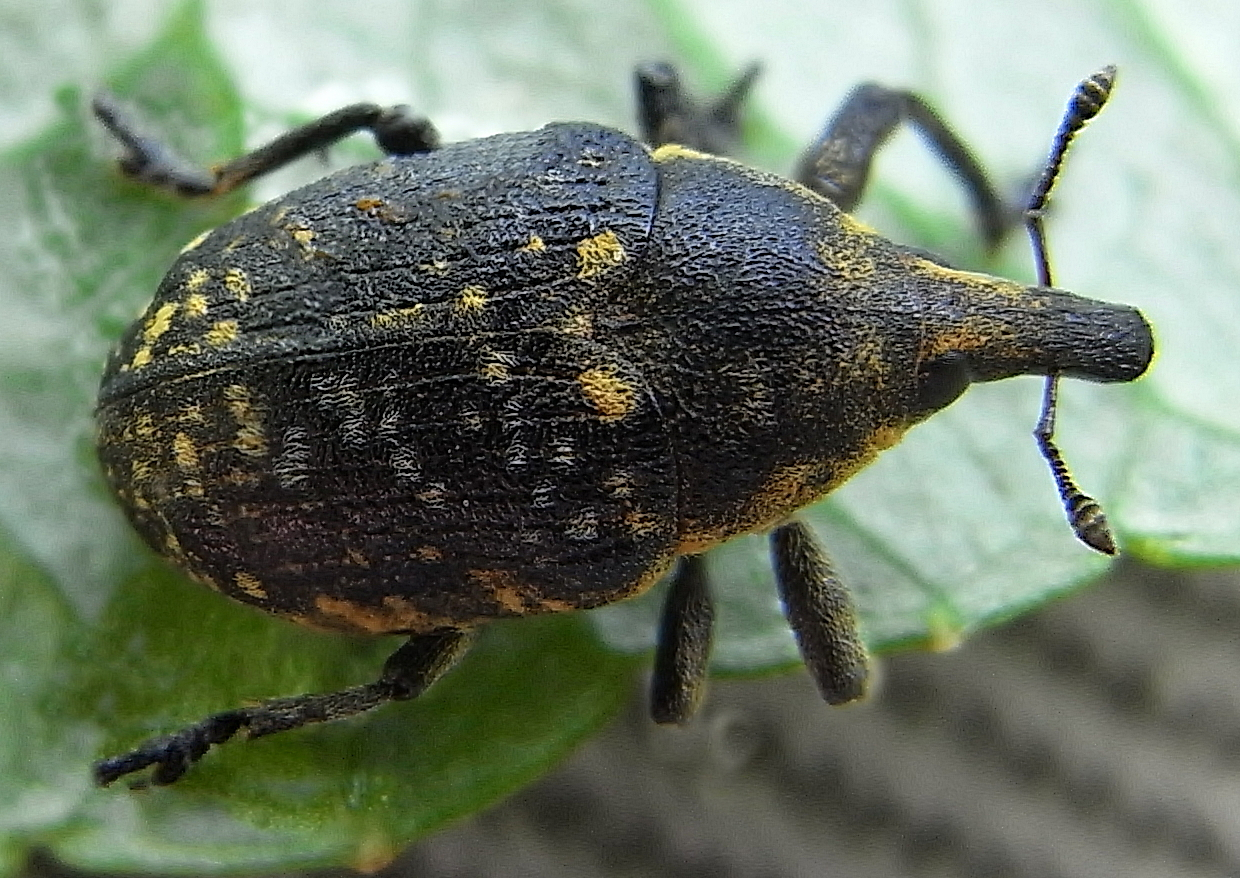
Dorsal view
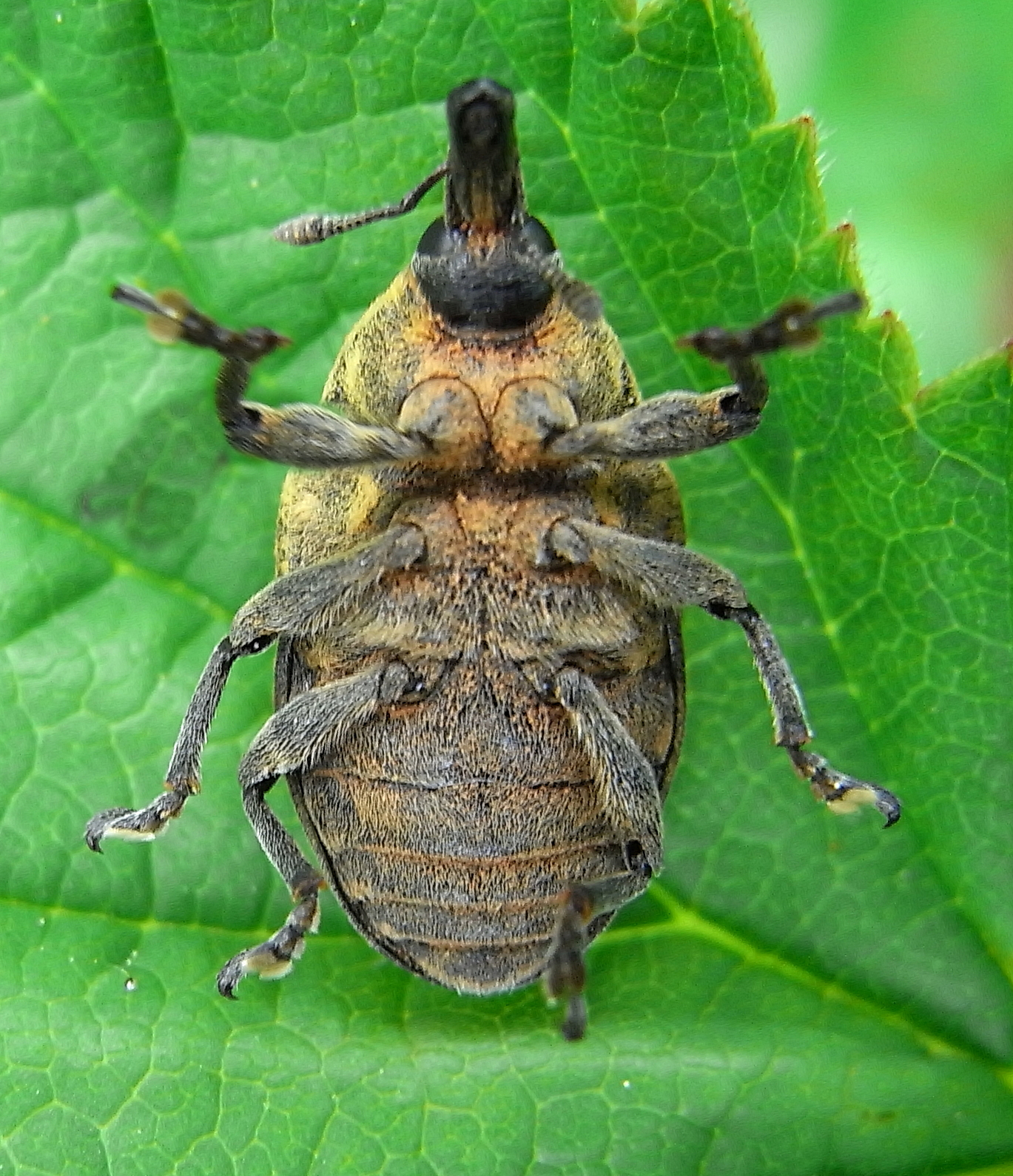
Ventral view
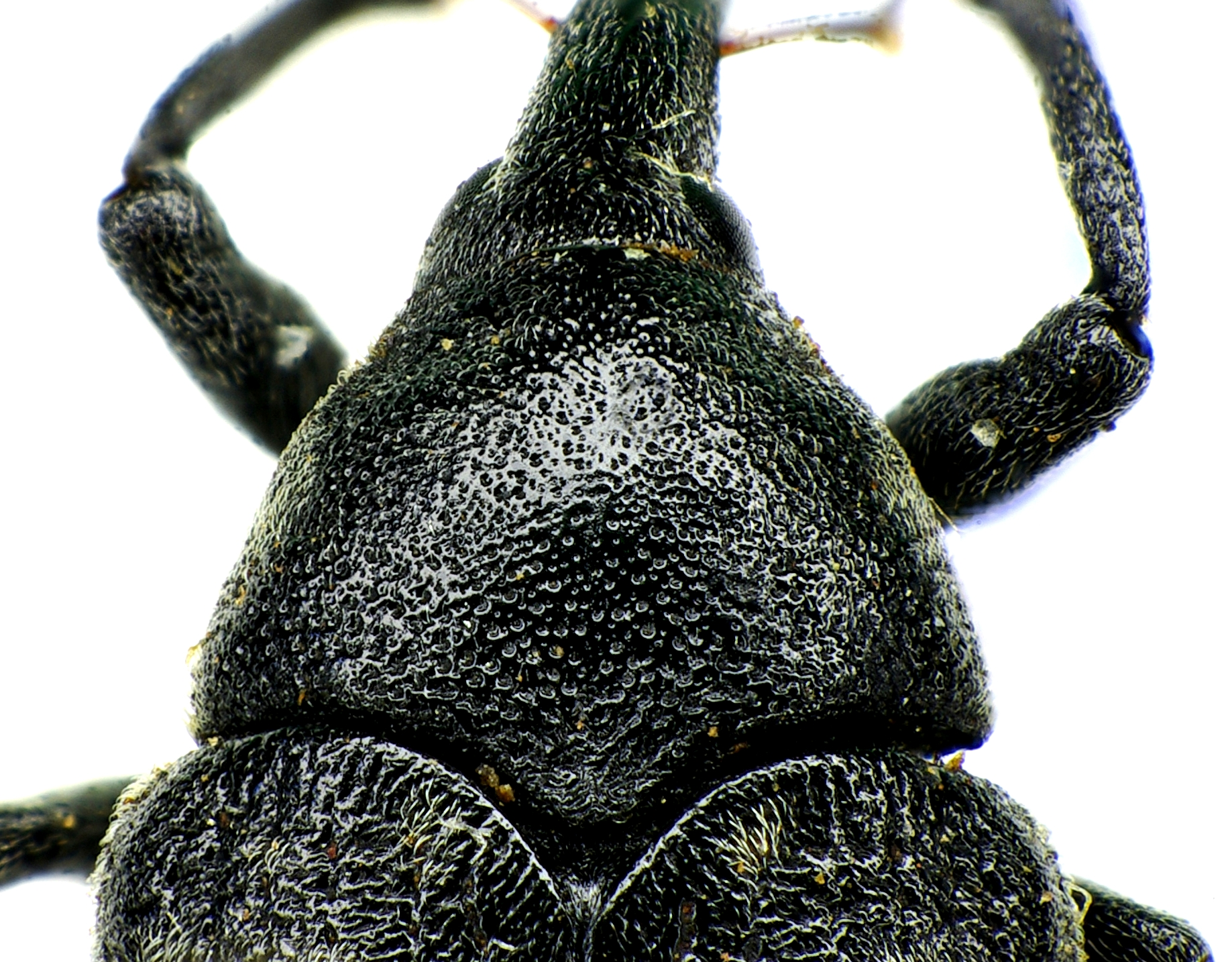
Close-up of pronotum

## للاستزادة
- Alonso-Zarazaga، Miguel A.؛ Lyal، Christopher H.C. (1999). A World Catalogue of Families and Genera of Curculionoidea (Insecta: Coleoptera) (Excepting Scotylidae and Platypodidae). Entomopraxis. ISBN:84-605-9994-9.
- Arnett، R.H. Jr.؛ Thomas، M. C.؛ Skelley، P. E.؛ Frank، J. H.، المحررون (2002). American Beetles, Volume II: Polyphaga: Scarabaeoidea through Curculionoidea. CRC Press. ISBN:978-0849309540.
- LeConte، J.L. (1861). Classification of the Coleoptera of North America. Smithsonian Miscellaneous Collections. Smithsonian Institution. ج. 3. DOI:10.5962/bhl.title.38459. ISBN:0665100558. مؤرشف من الأصل في 2022-11-30.
- O'Brien، Charles W.؛ Wibmer، Guillermo J. (1982). "Annotated checklist of the weevils (Curculionidae sensu lato) of North America, Central America, and the West Indies (Coleoptera: Curculionoidea)". Memoirs of the American Entomological Institute ع. 34.
- White، Richard E. (1998) [1983]. A Field Guide to the Beetles of North America (Peterson Field Guides). Houghton Mifflin Harcourt. ISBN:0395910897. مؤرشف من الأصل في 2021-03-07.